# Dobson's Encyclopædia
Dobson's Encyclopædia è stata la prima enciclopedia  pubblicata dopo la recente indipendenza degli Stati Uniti d'America, da Thomas Dobson dal 1789 al 1798. "Encyclopædia" era il titolo completo del lavoro, il termine Dobson non compare sulla pagina del titolo se non al fondo (vedi illustrazione). Era una ristampa della contemporanea Encyclopædia Britannica Third Edition (terza edizione) della Encyclopædia Britannica (pubblicata dal 1788 al 1797), anche se la Dobson's Encyclopædia è stato un lavoro un po' più lungo, in cui sono stati modificati alcuni articoli per un lettore americano patriottico. Il termine Britannica è stato eliminato dal titolo, la dedica a Re Giorgio III è stata sostituita con una dedica ai lettori, e sono stati aggiunti fatti diversi di storia americana, geografia e popoli. Poiché la fotocopiatura o scansione di pagine intere non era ancora stata inventata, l'intera opera dovette essere ri-impaginata, consentendo modifiche da apportare qua e là. Tuttavia, il lavoro è in gran parte una ristampa di Britannica. Le matrici di stampa sono state nuovamente incise dagli originali con la massima precisione possibile, ma alcune sono state modificate. Ad esempio, la mappa del Nord America utilizzata nella terza edizione della Britannica è stata la stessa mappa che avevano usato nelle loro 1^ e 2^ edizioni, ed era molto imprecisa ed obsoleta. Dobson ha usato una mappa più grande e molto più dettagliata (e aggiornata), così come una mappa leggermente migliorata del Sud America. 

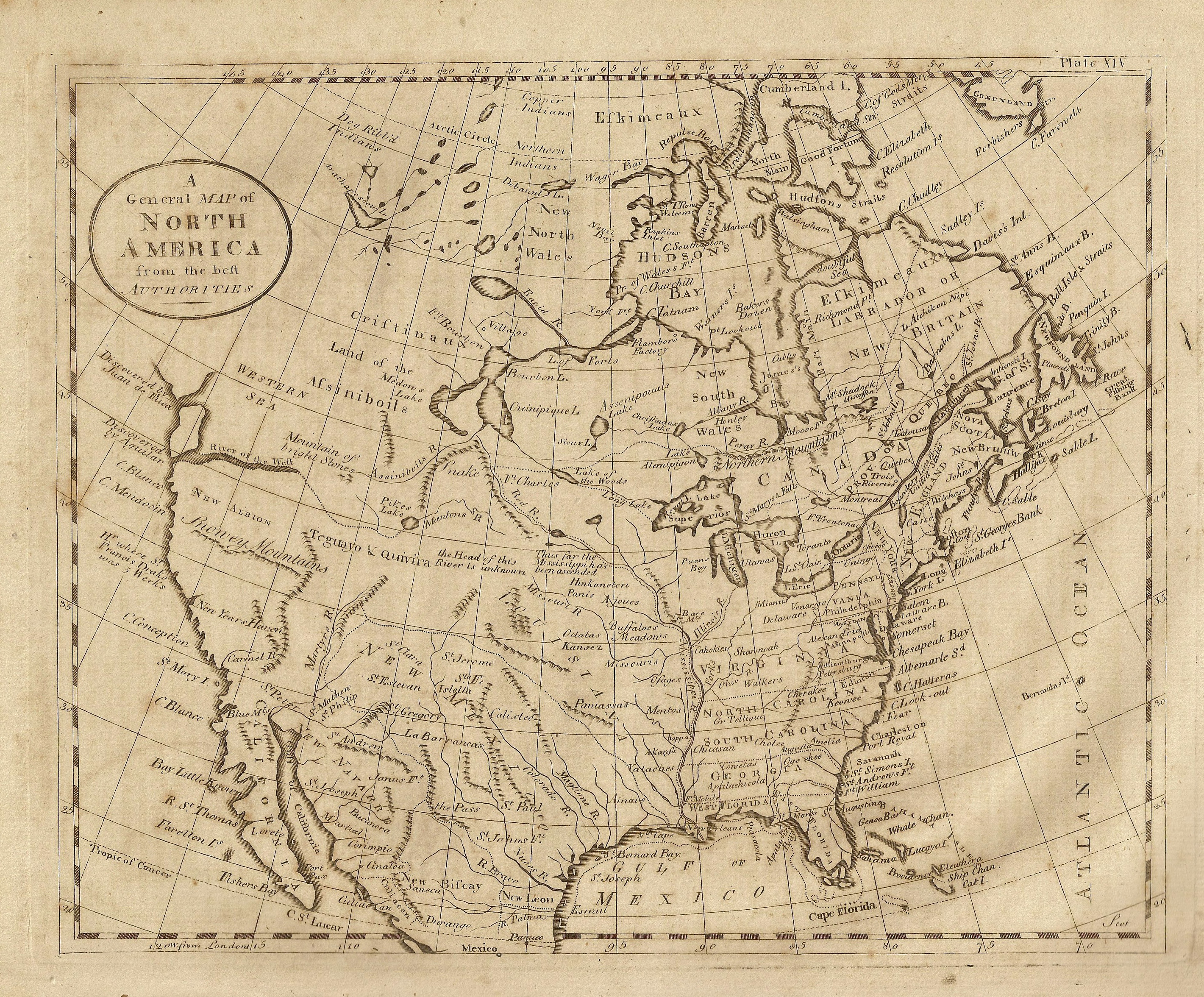
Questa mappa del Nord America dell'opera di Dobson non appariva in nessuna edizione della Britannica. Si trova nell'articolo "America" nel Volume 1, che risale al 1789 o precedenti.

I 18 volumi della terza edizione della Encyclopædia Britannica hanno cominciato ad essere pubblicati nel 1788 in Scozia, e sono stati molto apprezzati. Erano di gran lunga la migliore edizione della Britannica al tempo.  (vedi Storia dell'Enciclopedia Britannica per maggiori dettagli.) La terza edizione è stata completata nel 1797, con due volumi di supplemento aggiunti nel 1801.
In questa epoca le imprese tipografiche americane erano equivalenti alle loro controparti inglesi in termini di qualità e quantità, molto sottoquotate nel prezzo. Un maestro editore di successo, Dobson ha contestato una distorsione percepita riguardo al punto di vista britannico nella "Britannica" e ha deciso di modificare nuovamente la "Britannica" per essere più imparziale. Ha completato la sua Encyclopædia nel mese di aprile 1798, un anno dopo l'originale. La "Dobson's Encyclopædia" aveva 16.650 pagine con 595 matrici incise; entrambi i numeri sono leggermente maggiori rispetto alle loro controparti britanniche. A sostegno dell'iniziativa patriottica di Dobson, l'allora presidente George Washington ha sottoscritto due collezioni della sua prima encyclopædia americana, uno dei quali ora è conservato con la maggior parte di ciò che rimane della biblioteca personale di George Washington nell'Athenæum di Boston.
Il prezzo al pubblico era cinque dollari per volume in Pennsylvania, circa il 15% in meno rispetto al prezzo della Britannica in America, a causa della tassa di importazione sui libri inglesi. Gli acquirenti includevano personaggi politici americani come George Washington, Thomas Jefferson, Aaron Burr e Alexander Hamilton. La prima edizione originale, stampata in 2 000 copie, infine è venduta nel o prima del 1818, quando un'altra ristampa è stata fatta per Dobson dalla stamperia Budd and Bartram di Philadelphia. Al momento della morte di Dobson nel 1823, tuttavia, era antiquata; alla fine fu messa in ombra dalla prima edizione dell'Encyclopedia Americana (1829-1833).